# كريستوف زيلبر
كريستوف زيلبر (بالألمانية: Christoph Silber)‏ (و. 1971 – م) هو ممثل، وكاتب سيناريو من ألمانيا . ولد في برلين.

## جوائز
حصل على جوائز منها:
- رومي.

## روابط خارجية
- كريستوف زيلبر على موقع IMDb (الإنجليزية)
- كريستوف زيلبر على موقع ألو سيني (الفرنسية)
- كريستوف زيلبر على موقع أول موفي (الإنجليزية)
- كريستوف زيلبر على موقع قاعدة بيانات الفيلم (الإنجليزية)
- كريستوف زيلبر على موقع كينوبويسك (الروسية)